# Joop van Oosterom
Joop van Oosterom (Hilversum, 12 de desembre de 1937 - Monaco, 22 d'octubre de 2016) fou un bilionari neerlandès, entusiasta dels escacs. Durant molts anys organitzà els torneigs Melody Amber a Mònaco, en els quals els millors Grans Mestres del món hi disputen partides ràpides i a cegues.
Van Oosterom era un bon jugador d'escacs per correspondència, però va patir un sever accident vascular cerebral fa alguns anys. Malgrat això, va acabar amb èxit la seva participació en el Campionat del món d'escacs per correspondència i va esdevenir el 18è Campió Mundial de l'especialitat. Aquesta fita, però, ha estat criticada, ja que durant el campionat havia contractat el Gran Mestre Jeroen Piket com a secretari personal. Encara abans, van Oosterom havia tingut dos Mestres Internacionals neerlandesos a sou, la feina dels quals era analitzar les seves partides per correspondència.
L'escriptor d'escacs Tim Krabbé va escriure sobre això: "El Turc era manipulat per William Schlumberger, Mephisto era manipulat per Isidore Gunsberg, Ajeeb era manipulat per Harry Pillsbury i Joop van Oosterom és manipulat per Jeroen Piket."
Van Oosterom va guanyar també la 21a edició del Campionat del món d'escacs per correspondència, obtenint així dos cops el màxim títol de l'ICCF.